# Longueville-sur-Scie
Longueville-sur-Scie ist eine französische Gemeinde mit 908 Einwohnern (Stand 1. Januar 2022) im Département Seine-Maritime in der Region Normandie. Sie gehört zum Arrondissement Dieppe und zum Kanton Luneray.

## Lage
Longueville-sur-Scie liegt am Flüsschen Scie etwa 16 Kilometer (Fahrtstrecke) südlich von Dieppe.

## Bevölkerungsentwicklung
| Jahr      | 1962 | 1968 | 1975 | 1982 | 1990 | 1999 | 2006 |
| Einwohner | 725  | 801  | 764  | 844  | 820  | 936  | 923  |

## Sehenswürdigkeiten
- Das herrschaftliche Schloss aus dem 11. Jahrhundert wurde errichtet von Gautier Giffard, Herr von Longueville (heute Ruine)
- Die Kirche des Ortes wird verschiedentlich als ehemalige Prioratskirche bezeichnet.

## Sonstiges
Der Ort wird im Roman Madame Bovary von Gustave Flaubert erwähnt.

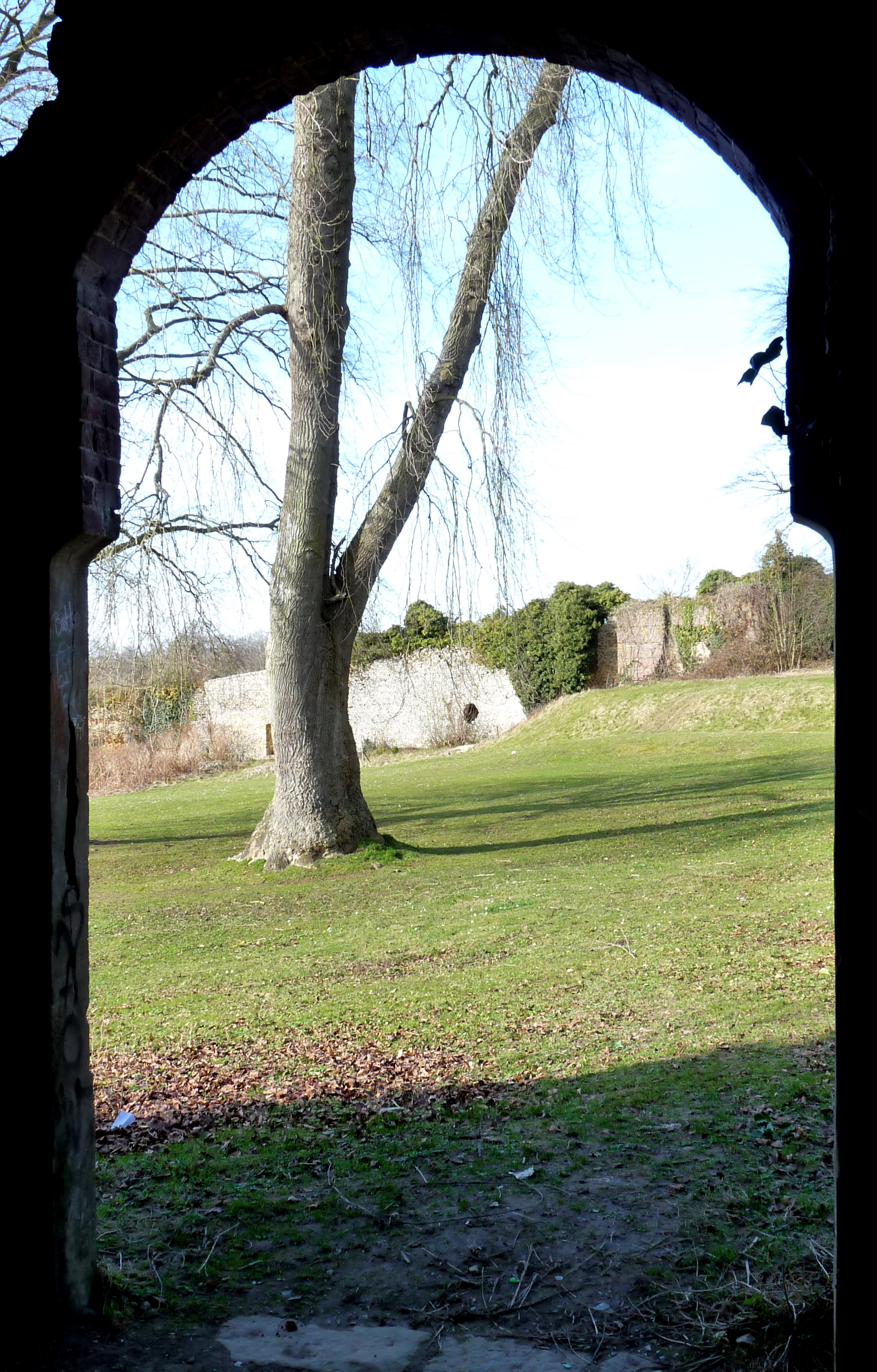
Ruine des Schlosses